# Њ
Њ, њ e седемнадесетата буква от сръбската кирилска азбука и осемнадесетата буква от писмената норма на македонския книжовен говор. Обозначава небния носов съгласен звук [ɲ], сиреч мекото „н“ [нь]. Њ представлява лигатура, съставена от буквите Н и Ь. Въведена е от сръбския езиковед Вук Караджич в неговата граматика „Писменица сербскога їезика по говору простога народа“ (Виена, 1814 [репринт: Краљево: ГИРО „Слово“, 1984]). Аналогична буква на Њ е Љ.
В новосъздадената македонска писмена норма, буквата Њ е въведена по сръбски образец от Езиковите комисии на АСНОМ на 4 декември 1944 година след гласуване.